# Отдел „Финансово-стопански“ при ЦК на БКП (1945 – 1989)
Отделът „Финансово-стопански“ при ЦК на БКП, до 27 декември 1948 г. БРП (к.), е създаден в началото на 1945 г. Съществува като самостоятелно звено в структурата на отделите на ЦК на БКП. Няколко пъти наименованието му е проеменяно. Правени са и вътрешни структурни промени – откривани, закривани и преименувани са сектори, служби и направления.

## Наименования
- Отдел „Финансово-административен“ при ЦК на БКП (1945-1949)
- Отдел „Финансово-домакински“ при ЦК на БКП (1950-1952; 1957-1963)
- Отдел „Домакински“ при ЦК на БКП (1954-1957)
- Отдел „Финансово-стопански“ при ЦК на БКП (1953-1954; 1964-1989)

## Завеждащи отдела
- Владимир Попов (1949-1972)